# Siphon hydraulique
Cet article concerne le dispositif artificiel installé sur une canalisation. Pour la zone naturellement noyée d'un cours d'eau souterrain, voir Siphon (spéléologie). Pour le principe du siphonage, voir Siphon (tuyau).
Pour les articles homonymes, voir Siphon.

Schéma d'un siphon hydraulique : une hauteur de 20 à 30 mm d'eau est suffisante pour bloquer les gaz, si le siphon est correctement placé à l'horizontale.

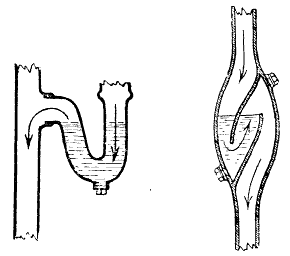
Exemples de siphons.

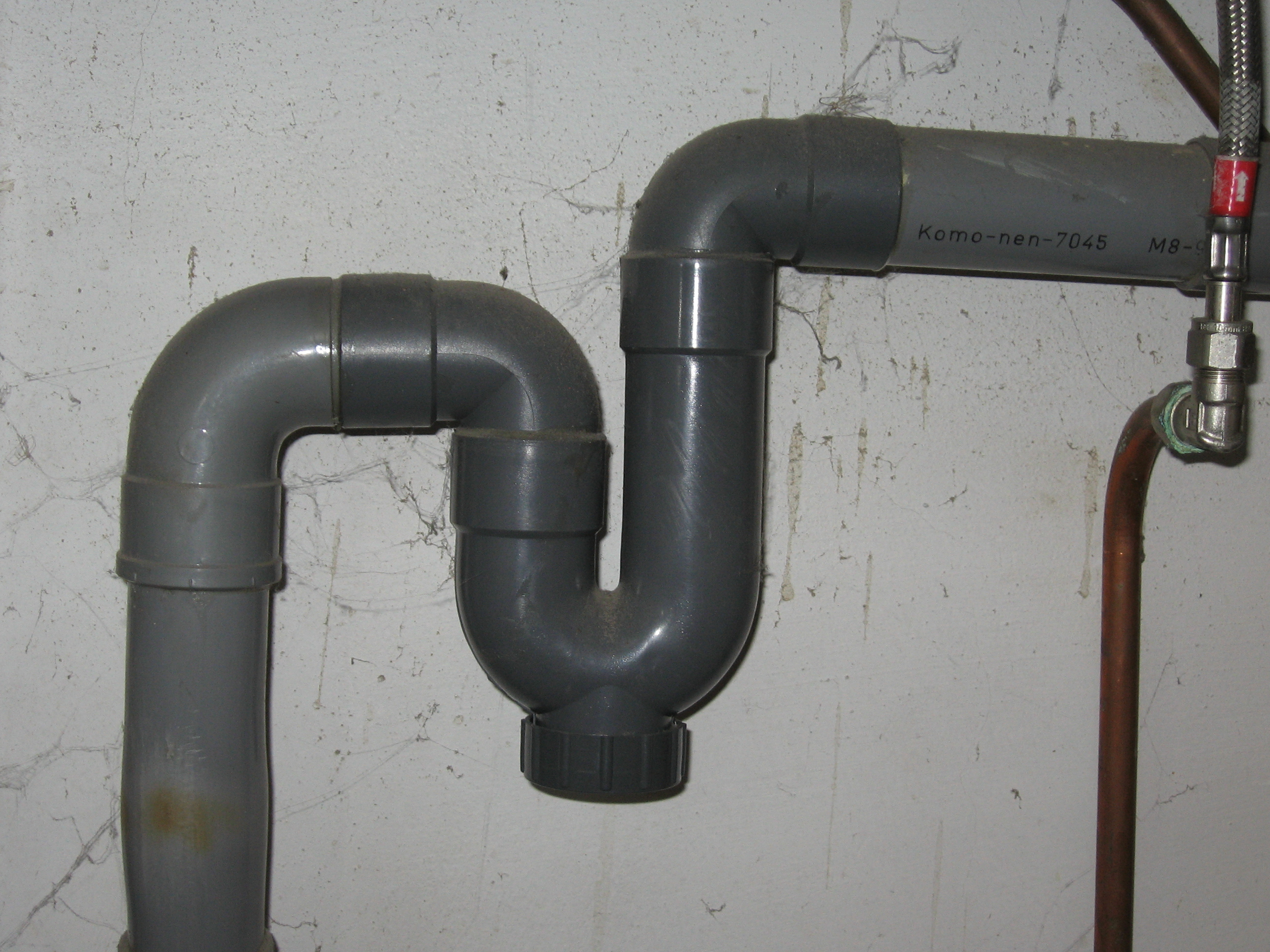
Siphon en PVC dans une installation domestique.

Un siphon est un dispositif installé sur une canalisation empêchant l'air de circuler entre ses deux extrémités en raison de l'immersion permanente d'une partie de la conduite. Le siphon est utilisé dans les canalisations d'évacuation d'eau pour empêcher les odeurs de remonter vers l'orifice d'évacuation.

## Utilisation
Le siphon hydraulique est utilisé sur les lavabos, douches, WC et certaines latrines à fosse humide, essentiellement pour éviter la remontée des odeurs provenant des égouts.

## Précaution
La disparition de la garde d'eau dans le siphon, par évaporation ou par aspiration, s'appelle le désiphonnage. Il est générateur de bruits et de remontées d'odeurs.
Dans les canalisations rarement utilisées, l'évaporation de l'eau du siphon peut, au bout d'un certain temps, laisser à nouveau passer l'air dans la conduite d'évacuation des eaux usées. Un second dispositif, une amorce de siphon (en), peut y être attaché afin d'ajouter en continu une faible quantité d'eau au siphon. Pendant l'été, il peut suffire de verser une goutte d'huile alimentaire ou de glycérine dans le siphon pour empêcher l'eau de s'évaporer.
Pour éviter le désiphonnage par aspiration, il convient d'aménager une ventilation secondaire dans le réseau d'évacuation des eaux usées.